# Batesland
Batesland est une municipalité américaine située dans le comté d'Oglala Lakota, dans l'État du Dakota du Sud. Selon le recensement de 2010, elle compte 108 habitants. La municipalité s'étend sur 0,09 milles carrés (0,23 km2).
La localité doit son nom à C. A. Bates, géomètre-expert du gouvernement dans cette réserve indienne.

## Démographie
| 1970 | 1980 | 1990 | 2000 | 2010 | - |
| ---- | ---- | ---- | ---- | ---- | - |
| 135  | 163  | 124  | 88   | 108  | - |